# 禅暁
禅暁（ぜんぎょう、生年未詳 - 承久2年4月14日（1220年5月17日）または承久2年4月11日（1220年5月14日））は、鎌倉時代前期の僧。鎌倉幕府二代将軍源頼家の四男。母は一品房昌寛の娘、または辻殿（足助重長の娘）とする。一幡は異母兄、公暁は異母兄または同母兄、栄実は同母兄または異母兄、竹御所は異母妹または異母姉。

## 経歴
元久元年（1204年）に父頼家が暗殺された後、出家して仁和寺に入室する。母（一品房昌寛の娘）は三浦胤義と再婚した。
建保7年（1219年）正月、異母兄の公暁が叔父の源実朝を暗殺した事で、公暁に荷担したとの嫌疑を受ける。同年2月26日、次期将軍東下を要請するために鎌倉の使者・二階堂行光が入洛し、閏2月5日に禅暁を伴って京を出立した。1年2ヶ月後の承久2年（1220年）4月14日、京都の東山あたりで誅殺された。享年は17から19の間と推測される。
1年2ヶ月の空白期間にどのような事情があったか不明だが、母の夫である三浦胤義が禅暁の助命に動いていたと推測する説もある。事件後、胤義は、承久の乱で京方となって幕府軍と戦っており、結果的に兄の三浦義村と敵対することになった。そのため禅暁の処遇が三浦一族分裂の原因となったと考える研究者もいる。
禅暁の死により、頼家の男子は全て死亡し、この時点で異母姉妹である竹御所が頼家の子女の中で唯一の生き残りとなったが、その竹御所も天福2年（1234年）に死去し、祖父頼朝と祖母北条政子の子孫は完全に断絶した。